# Hujung
Hujung is een bestuurslaag in het regentschap Lampung Barat van de provincie Lampung, Indonesië. Hujung telt 2806 inwoners (volkstelling 2010).